# Calathea multicincta
Calathea multicincta är en strimbladsväxtart som beskrevs av H.A.Kenn. Calathea multicincta ingår i släktet Calathea och familjen strimbladsväxter. Inga underarter finns listade.